# パヴェル・ブガロ
パヴェル・ヴィクトロヴィチ・ブガロ (英語: Pavel Viktorovich Bugalo、ロシア語: Павел Викторович Бугало、1974年8月21日 - ) は、ウズベキスタン・タシュケント出身の元プロサッカー選手である。現役時代のポジションはGK。

## クラブ
パフタコールでプレーしていた1996年と1997年にウズベキスタン年間最優秀サッカー選手賞を受賞している。その後ロシア・プレミアリーグのアラニア・ウラジカフカスに移籍した後、2002年にカザフスタン・プレミアリーグのゼニス・アスタナに移籍。2002年にはカザフスタン・カップで優勝を果たしている。2007年にウズベキスタンに復帰してFCブニョドコルで4年間プレーし、2011年にロコモティフ・タシュケントに移籍した。

## サッカーウズベキスタン代表
ブガロは1995年に初めてサッカーウズベキスタン代表に招集された後2007年まで代表選手に選出され、40試合に出場した。AFCアジアカップには1996、2000、2007年の三回出場している。